# Liste des ambassadeurs du Royaume-Uni en Ukraine
L'ambassadeur du Royaume-Uni en Ukraine est le plus important représentant diplomatique du Royaume-Uni en Ukraine et responsable de la mission diplomatique du Royaume-Uni à Kiev. Le titre officiel du poste est Ambassadeur extraordinaire et plénipotentiaire de Sa Majesté en Ukraine.

## Ambassadeurs
- 1992-1995: Simon Hemans[1]
- 1995-1999: Roy Reeve[2]
- 1999-2002: Roland Smith[3]
- 2002-2006: Robert Brinkley[4]
- 2006-2008: Timothy Barrow[5]
- 2008: Martin Harris chargé d'affaires mars–juin
- 2008-2012: Leigh Turner
- 2012-2015: Simon Smith[6]
- 2015-2019: Judith Gough[7]
- 2019–Aujourd'hui: Melinda Simmons[8]